# Junge Freiheit
Junge Freiheit (Ung frihed, forkortet JF) er en tysk liberal-konservativ ugeavis for politik og kultur. Avisen er udpræget intellektuel med en vis politisk betydning og fungerer som organ for nationalkonservative og nationalliberale strømninger, både i og uden for de to store borgerlige partier, CDU/CSU og FDP.
Den blev grundlagt i Freiburg i 1986 med Dieter Stein som chefredaktør. Bag bladet stod en gruppe studenter, der ønskede en reaktion på den venstreorienterede 68-generations stærke dominans blandt universitetslærerne.
Avisen har et oplag på ca. 35.000 og hovedkontor på Hohenzollerndamm i Berlin. Fra 1993 til 1995 udkom den i Potsdam, men redaktionen flyttede til hovedstaden efter et venstreekstremt brandattentat mod trykkeriet. Avisen er en stærk kritiker af den tyske retskrivningsreform og holder fast i den gamle retskrivning.
Avisen har tilknyttet en bred gruppe af skribenter fra højre side af det politiske spektrum og har bragt interviews med fremtrædende akademikere og politikere fra både højre- og venstresiden.
Avisens læsere er højtuddannede og læser typisk også andre aviser.

## Kritik
Avisens modstandere har anklaget bladet for at være samlingspunkt for højreekstremister. Selv om avisen selv ikke er højreekstremistisk eller modstander af demokratiet, har man således beskyldt den for at fungere som et brohoved mellem borgerlige demokrater og højreekstreme kræfter.
Junge Freiheit har været omtalt i den tyske efterretningstjenestes, Verfassungsschutz, rapporter i to delstater. Avisen har derefter ført en kamp for at få fjernet dette stempel. I 2005 afgjorde forbundsforfatningsdomstolen, at overvågning af avisen var et brud på pressefriheden. Junge Freiheit blev repræsenteret af den tidligere tyske rigsadvokat og FDP-politiker, Alexander von Stahl, som er en af avisens aktive støtter.

## Eksterne links
- ISSN 0932-660X
- Junge Freiheit
- Kronologisk arkiv Arkiveret 24. oktober 2004 hos  Wayback Machine